# Jeriel De Santis
Jeriel Nicolás De Santis Cordova, noto semplicemente come Jeriel De Santis (El Callao, 18 giugno 2002), è un calciatore venezuelano, attaccante del Caracas in prestito dall'Alianza Lima.

## Carriera

### Club
Cresciuto nel settore giovanile del Caracas, debutta in prima squadra il 18 maggio 2019 in occasione dell'incontro di Primera División vinto 5-0 contro gli Llaneros de Guanare; nell'ottobre del 2020 si trasferisce a titolo definitivo al Boavista, militante in Primeira Liga.

### Nazionale
Ha giocato nella nazionale venezuelana Under-17.

## Statistiche
Statistiche aggiornate al 29 dicembre 2021.

### Presenze e reti nei club
| Stagione        | Squadra         | Campionato      | Campionato | Campionato | Coppe nazionali | Coppe nazionali | Coppe nazionali | Coppe continentali | Coppe continentali | Coppe continentali | Altre coppe | Altre coppe | Altre coppe | Totale | Totale | Totale |
| Stagione        | Squadra         | Comp            | Pres       | Reti       | Comp            | Pres            | Reti            | Comp               | Pres               | Reti               | Comp        | Pres        | Reti        | Pres   | Reti   |        |
| --------------- | --------------- | --------------- | ---------- | ---------- | --------------- | --------------- | --------------- | ------------------ | ------------------ | ------------------ | ----------- | ----------- | ----------- | ------ | ------ | ------ |
| 2019            | Caracas         | PD              | 7          | 0          | CV              | 2               | 1               | CS                 | 0                  | 0                  |             | -           | -           | 9      | 1      |        |
| 2020-2021       | Boavista        | PL              | 3          | 0          | CP              | 0               | 0               |                    | -                  | -                  |             | -           | -           | 3      | 0      |        |
| 2021-2022       | Boavista        | PL              | 4          | 1          | CP+CdL          | 0+1             | 0               |                    | -                  | -                  |             | -           | -           | 5      | 1      |        |
| Totale carriera | Totale carriera | Totale carriera | 14         | 1          |                 | 3               | 1               |                    | 0                  | 0                  |             | -           | -           | 17     | 2      |        |

## Palmarès

### Competizioni nazionali
- Campionato venezuelano: 1

Caracas: 2019